# Skrzelówka
Skrzelówka (Symphodus roissali) – gatunek morskiej ryby z rodziny wargaczowatych (Labridae).

## Zasięg występowania
Zasiedla wody w północnym Atlantyku od północnych wybrzeży Hiszpanii do Maroka, Morze Śródziemne i Morze Czarne.
Ryba żyjąca w strefie przyboju u skalistych wybrzeży i nad blokami skalnymi wśród trawy morskiej, na głębokości do 30 m.

## Charakterystyka
Ciało owalne, wygrzbiecone o długiej głowie i spiczastym pysku. Otwór gębowy mały z grubymi wargami. Szczęki wysuwalne, uzębienie w postaci stożkowatych zębów, w górnej szczęce 10-12, w żuchwie 10-16. Dolne kości gardłowe zrośnięte w silne płytki żujące. Łuski bardzo duże, koliste, wzdłuż  linii bocznej od 30 do 33. Płetwa grzbietowe długa, niepodzielona podparta 14–15 twardymi i 9 miękkimi promieniami. Płetwa odbytowa podparta 3 twardymi i 8–9 miękkimi promieniami.
Ubarwienie bardzo zmienne, przeważnie jasnobrązowe z dużymi, czarnymi plamami. Samce dojrzałe płciowo zielonkawe z trzema podłużnymi czerwonymi smugami, czerwonymi wargami i niebieskozielonymi pokrywami skrzelowymi. Samice brązowawe lub zielonkawe z brązowoczarnymi plamami.
Dorasta maksymalnie do 15 cm. 

## Odżywianie
Odżywia się małe zwierzęta żyjące na dnie.

## Rozmnażanie
Tarło odbywa się od kwietnia do czerwca. Samce budują na zajmowanym terytorium liczne gniazda w postaci półkolistych wzgórków z materiału roślinnego z jamą u podstawy. Następnie opiekuje się złożoną ikrą doprowadzając świeżą wodę wachlowaniem płetw.